# Han Dongfang
Compléments
fondateur du China Labour Bulletin
Han Dongfang (韩东方), né le 19 août 1963 à Pékin est l'un des fondateurs du premier syndicat indépendant du gouvernement en république populaire de Chine. Depuis la révocation de son passeport en 1993, Han réside à Hong Kong. Il dirige depuis 1994, China Labour Bulletin, une organisation non-gouvernementale promouvant l'amélioration des conditions de travail des ouvriers chinois.

## Biographie
Fils de paysans de la province du Shanxi, il naît à Pékin alors que sa mère y travaille comme mingong. Son prénom « Dongfang », qui signifie « qui vient de l'orient/l'oriental », est tout à la fois une allusion, un hommage à Mao Zedong (dont le prénom fait aussi référence à l'orient) et une référence à l'hymne L'Orient est rouge.
Durant la Révolution Culturelle, sa famille est renvoyée au village natal de Nanweiquan. En 1970, sa mère ne peut plus endurer la dure vie agraire et décide de revenir vivre à la capitale avec ses deux enfants. Elle se trouve un emploi sur un chantier de construction. Han Dongfang grandit avec sa jeune sœur et sa mère dans un hutong à proximité de la place Tian'anmen.
Après la fin de ses études secondaires, il s'engage à 17 ans dans l'armée et sert trois ans avec le grade de capitaine dans le camp de travail de Tuanhe, près de Pékin. En 1984, il devient électricien pour la compagnie des chemins de fer, ce qui le conduit à voyager à travers la Chine.
Au cours de ces années de service et de voyages, il commence à s'interroger sur le régime politique chinois.

### Tiananmen
C'est en 1989 qu'il entre en action : il crée un syndicat, la Fédération autonome des travailleurs de Pékin, le premier qui soit indépendant du gouvernement de la république populaire depuis 1949. Il participe aux manifestations de la place Tian'anmen, en avril et juin de la même année. Lors de la journée fatidique du 3 juin, épuisé, il est littéralement extirpé de force de sa tente et évacué de la place. Recherché par les autorités, il se livre de lui-même à la police.
Han est emprisonné, interrogé et torturé pour obtenir une autocritique de sa part. Au cours de sa captivité, longue de vingt-deux mois, il contracte la tuberculose. Gravement malade, il est autorisé en 1991 à se rendre aux États-Unis pour être soigné. Une ablation d'un poumon est réalisée pour le sauver.
Pour son action, il reçoit un prix du National Endowment for Democracy, organisme dépendant du Congrès des États-Unis en 1993
Il tente de revenir en république populaire en 1993, mais est expulsé vers la colonie britannique de Hong Kong. Son passeport est révoqué et à chaque tentative, il se voit refuser l'entrée dans son pays natal.

### Militantisme syndical
À Hong Kong, Han milite pour les droits des travailleurs chinois à travers  China Labour Bulletin, l'organisation qu'il fonde en 1994. China Labour Bulletin compte maintenant plus d'une douzaine de chercheurs, avocats et activistes syndicaux travaillant de manière incessante pour l'amélioration des conditions et des droits des travailleurs en Chine continentale. Il anime une émission depuis 1997 sur les ondes de Radio Free Asia où il combine entrevues avec des travailleurs lésés et éditoriaux.
Il est décrit tantôt comme le Gandhi du syndicalisme, ailleurs comme le Lech Wałęsa des Chinois, Han Dongfang est parmi les militants, celui qui fait le travail le plus concret. Il dirige l'action de son organisation vers la résolution de problèmes sociaux à travers le système légal. La conquête de l'état de droit est la clé, selon lui, pour obtenir la démocratie.
Il défend l'idée qu'il faut moins critiquer frontalement l'autoritarisme du régime, lequel a encore une « peur immature » de la démocratie, que d'agir pour améliorer les conditions de vie des travailleurs. À terme, cela devrait selon lui amener les dirigeants à constater l'intérêt du processus démocratique lorsque chacun négocie intelligemment.
Han Dongfang n'accepte pas l’étiquette de dissident. Son objectif n'est pas politique mais syndical. Il considère que si le parti communiste chinois disparaissait, les ouvriers seraient toujours face aux dirigeants des entreprises et devraient toujours se défendre vis-à-vis de ces derniers.

### Citations
- Ce dont la Chine a manqué historiquement, c’est d’un système juridique équitable et d’un État de droit.[12]

- Je suis décidé à défende mes droits à travers un dialogue non-violent avec toi, même si tu m'as matraité. Je voudrais que la Chine arrête de choisir la violence et la révolution comme seule issue à ses blocages[13].

- Si trente pour cent des travailleurs chinois ont le droit d'élire leurs propres représentants et de négocier un contrat de travail, même avec le Parti communiste, la Chine sera une démocratie. établie[14].

## Vie privée
Il est père de cinq enfants.

## Publication
- Han Dongfang et Michael Sztanke, Mon combat pour les ouvriers chinois, éditions Michel Lafon, 2014.

#### Liste de dissidents
- Ai Weiwei
- Bao Tong
- Cai Chongguo
- Hu Jia
- Chai Ling
- Hu Yaobang
- Liu Xiaobo
- Wang Dan
- Wang Juntao
- Wei Jingsheng